# Demetrio González
Demetrio González (Bernueces, Gijón, Asturias, 7 de octubre de 1927-Tepoztlán, Morelos, 25 de enero de 2015), conocido como el Charro Español, fue un cantante y actor español. Como intérprete, se especializó en el género de música ranchera.

## Biografía y carrera
Demetrio González nació el 7 de octubre de 1927 en Bernueces, Gijón, Asturias, España, siendo hijo de Demetrio, un sastre y sombrerero, y Amalia, una pianista. En busca de refugio tras huir de la Guerra Civil Española, emigró, en compañía de su madre y de su hermano Ernesto, a Puebla, México. Tiempo después, su padre los alcanzó en la misma ciudad. Posteriormente, se mudaron a Ciudad de México, donde estudió contabilidad. En sus ratos libres, solía cantar con el grupo Coral del Centro Asturiano de México.
Luego de aparecer en un concurso para aficionados realizado por Joyas Líricas, un programa de radio de la XEW, comenzó una carrera en este medio de comunicación, apadrinado por Pepita Embil y Plácido Domingo, padres del cantante Plácido Domingo. Gregorio Walestein le dio su primera oportunidad como actor, lo que lo llevó a debutar en el cine con la película Camino de Guanajuato. Después de su retiro del mundo artístico, se dedicó a gestionar negocios, antes de retirarse definitivamente de la vida profesional a los 85 años de edad.

## Vida personal
De su primer matrimonio con María de Lourdes Rosas Priego tuvo dos hijos, Rodolfo en 1967, y Rodrigo en 1970. De su segundo matrimonio con Marina Tuero Tamayo, hija del actor Emilio Tuero, y de la actriz Marina Tamayo, nació Bárbara en 1977.

### Muerte
El 25 de enero de 2015, González falleció en Tepoztlán, Morelos a los 87 años de edad, después de padecer una larga enfermedad no revelada públicamente.

## Filmografía
| Año  | Película                                                                                | Personaje                   |
| ---- | --------------------------------------------------------------------------------------- | --------------------------- |
| 1955 | Camino de Guanajuato                                                                    | Demetrio Gonzalez           |
| 1956 | Los hijos de Rancho Grande                                                              |                             |
| 1957 | Cada hijo una cruz                                                                      | Raymundo                    |
| 1957 | Donde las dan las toman                                                                 | Antonio                     |
| 1958 | Guitarras de medianoche                                                                 | Demetrio                    |
| 1958 | El jinete solitario en el valle de los buitres                                          |                             |
| 1958 | El jinete solitario                                                                     | Demétrio González           |
| 1959 | Tan bueno el giro como el colorado                                                      | Demetrio González           |
| 1959 | Melodías inolvidables                                                                   | Demetrio González           |
| 1959 | Cada quién su música                                                                    |                             |
| 1959 | Dos corazones y un cielo                                                                | Antonio Castillo            |
| 1960 | El último mexicano                                                                      |                             |
| 1960 | El jinete solitario' en El valle de los desaparecidos: La venganza del jinete solitario | Demetrio / Jinete solitario |
| 1960 | Las tres coquetonas                                                                     | Demetrio Morales            |
| 1960 | Dos maridos baratos                                                                     |                             |
| 1961 | Pobre del pobre                                                                         |                             |
| 1961 | Los laureles                                                                            | Rafael                      |
| 1961 | La comezón del amor                                                                     | Prof. Justo Preciso         |
| 1961 | La joven Mancornadora                                                                   |                             |
| 1961 | ¡Que padre tan padre!                                                                   | Padre Mauricio              |
| 1961 | Los inocentes                                                                           |                             |
| 1961 | Pa' qué me sirve la vida                                                                | Demetrio Morales            |
| 1962 | Los cinco halcones                                                                      | Demetrio, doctor            |
| 1962 | El lobo blanco                                                                          |                             |
| 1962 | Vuelven los cinco halcones                                                              | Doctor                      |
| 1963 | El amor llegó a Jalisco                                                                 | Fernando Heredia            |
| 1964 | Nos dicen las intocables                                                                |                             |
| 1964 | Un padre a toda máquina                                                                 |                             |
| 1965 | Cucurrucucú Paloma                                                                      | Cantante                    |
| 1965 | Para todas hay                                                                          |                             |
| 1965 | Cada oveja con su pareja                                                                | Ángel                       |
| 1966 | Gallo corriente, gallo valiente                                                         |                             |
| 1967 | Santo, el Enmascarado de Plata vs. la invasión de los marcianos                         |                             |
| 1968 | Cuatro hombres marcados                                                                 |                             |
| 1968 | Ambición sangrienta                                                                     | Teniente Fermín Moreno      |
| 1968 | El padre Guernica                                                                       |                             |